# Euplerinae
Gli Euplerini (Euplerinae Chenu, 1852) sono una sottofamiglia di mammiferi carnivori, endemici del Madagascar. Assieme ai Galidini formano la famiglia degli Eupleridi.

## Tassonomia
Questa sottofamiglia comprende tre generi monospecifici, in precedenza classificati tra i Viverridi:
- Cryptoprocta
  - Cryptoprocta ferox - fossa
- Eupleres
  - Eupleres goudotii - falanouc o eupleride di Goudot
- Fossa
  - Fossa fossana - fanaloka o civetta malgascia